# Witalij Ilnicki
Witalij Iwanowicz Ilnicki (ros. Виталий Иванович Ильницкий; ur. 30 grudnia 1991) – rosyjski zapaśnik startujący w stylu klasycznym. Drugi w Pucharze Świata w 2014. Wicemistrz Rosji w 2014 roku.